# Katie Schide
Katie Schide   (Gardiner, 24 de febrer de 1992) és una corredora de muntanya estatunidenca establerta a Sant Dalmaç lo Selvatge.

## Trajectòria
Schide va créixer fent senderisme i practicant a hoquei sobre herba, i més endavant va treballar en refugis de muntanya a les muntanyes Blanques de Nou Hampshire. Va assistir al Middlebury College on es va llicenciar en geologia i va començar a córrer com a estudiant de màster a la Universitat de Utah. El seu doctorat sobre geologia la va portat a l'ETH Zürich.
Schide ha guanyat o ha fet podi en moltes de les ultramaratons més importants del món. L'any 2024 va batre el rècord femení de l'Ultra Trail del Mont Blanc completant la cursa en 22 hores, 9 minuts i 31 segons, 21 minuts més ràpid que el rècord anterior que tenia la també estatunidenca Courtney Dauwalter, en la que va ser la seva segona victòria a la prova.